# 가금연구소
가금연구소(家禽硏究所)은 국립축산과학원의 소속기관이다. 2016년 5월 10일 발족하였으며, 강원특별자치도 평창군 대관령면 대관령마루길 321-11에 위치한다. 소장은 서기관·기술서기관·농업연구관·수의연구관 또는 보건연구관으로 보한다.

## 연혁
- 1962년 4월 1일: 축산시험장 중소가축과에서 가금의 품종개량과 번식에 관한 사무를 관장.[2]
- 1963년 10월 5일: 가축위생연구소 계역과에서 가금의 질병에 관한 사무를 관장.[3]
- 1967년 9월 8일: 중소가축과를 번식영양과·가금과로 개편.[4]
- 1969년 3월 13일: 가금과·번식영양과를 육종번식과·영양생리과로 개편.[5]
- 1970년 4월 8일: 육종번식과·영양생리과·계역과를 각각 육종번식연구담당관실·영양생리연구담당관실·계역연구담당관실로 개편.[6]
- 1974년 12월 31일: 축산시험장에 사양기술연구담당관실 설치.[7]
- 1981년 11월 2일: 계역담당관실을 계역과로 개편.[8]
- 1983년 10월 8일: 육종번식연구담당관실·영양생리연구담당관실·사양기술영양담당관실을 가금과로 통합.[9]
- 1994년 12월 23일: 계역과를 수의과학연구소 소속으로 변경. 축산시험장 가금과를 폐지하고 소관 사무를 축산기술연구소로 이관.[10]
- 1998년 2월 28일: 수의과학연구소로부터 가금의 질병에 관한 시험·연구에 관한 사무를 이관받음.[11]
- 2004년 1월 9일: 축산연구소로 개편.[12]
- 2007년 6월 4일: 축산과학원으로 개편.[13]
- 2008년 10월 8일: 국립축산과학원 축산자원개발부 소속 가금과에서 관장.[14]
- 2016년 5월 10일: 가금연구소로 승격.[15]